# Колекція Фарнезе

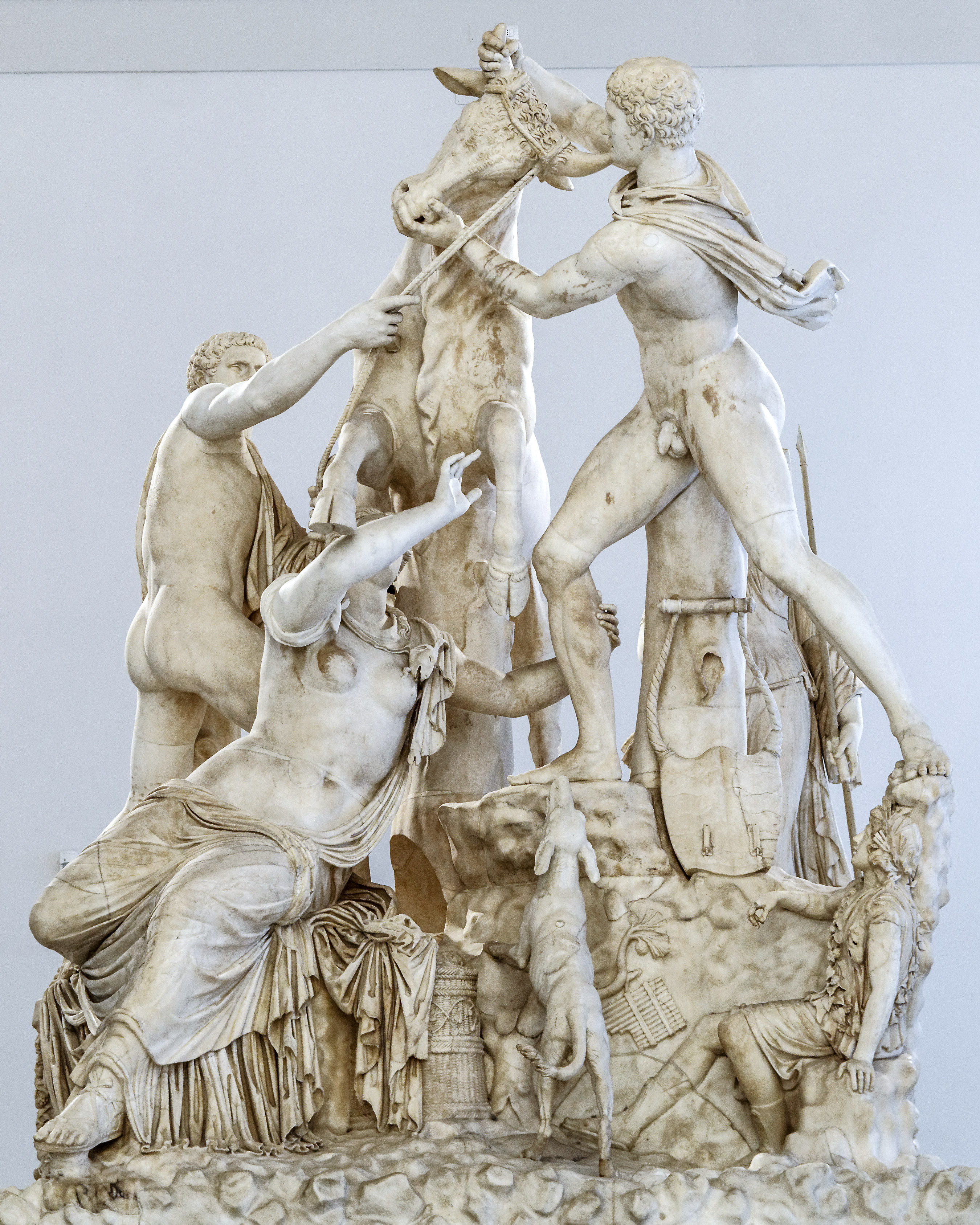
Бик Фарнезе

Колекція Фарнезе — важлива й відома колекція скарбів та старожитностей античного й ренесансного мистецтва, які родина Фарнезе збирала з XVI століття переважно в палаццо Фарнезе в Римі.

## Історія

### Розбудова колекції
Папа Павло III (чиє справжнє ім'я Алессандро Фарнезе) заснував колекцію, коли видав указ про дозвіл його родині на розкопки та ексклюзивне право на знайдені там скульптури. Мета полягала в тому, щоб мати можливість прикрасити свою головну резиденцію, Палаццо Фарнезе, витворами мистецтва.
Більшість витворів мистецтва було знайдено під час розкопок у римських термах Каракалли в 1540-х роках. Онук папи, кардинал Алессандро Фарнезе Молодший, відомий як покровитель мистецтв, доклав чимало часу й грошей для створення колекцій Фарнезе. Завдяки його зусиллям колекція виросла до понад 400 скульптур та інших предметів мистецтва (дорогоцінні камені, картини, малюнки, книги). Консультативні послуги надавав гуманіст, бібліотекар і антиквар Фульвіо Орсіні.
Більшість предметів використовувалися як оздоблення в палаццо Фарнезе, в арках, вітальних залах, у дворах і в саду; однак багато інших, які вважалися менш важливими, також зберігалися в інших сімейних резиденціях. Це були Палаццо Фарнезе в Капраролі, Герцогський палац у Колорно, Вілла Мадама, Вілла Фарнезіна і Сади Фарнезе в Римі.
1545 року Павло III для свого позашлюбного сина П'єра Луїджі Фарнезе заснував Пармське герцогство. Члени лінії герцогів Пармських, заснованої П'єром Луїджі, також накопичили численні мистецькі скарби. Зокрема вони конфіскували речі аристократів, які брали участь у повстанні 1611 року. ЦІ твори мистецтва були зібрані переважно в палаці Колорно, резиденції герцогів Пармських.

### Подальша історія
Коли зі смертю Антоніо Фарнезе в 1731 році родина вимерла, колекція була розпорошена серед багатьох нових власників. Частина дісталася іспанському королю Філіппу V з дому Бурбонів, оскільки його дружина Єлизавета Фарнезе (1692—1766) була племінницею Антоніо й таким чином спадкоємицею. Її старший син Карл (1716—1788) пізніше (з 1759) також став королем Іспанії та правив як король Неаполя та Сицилії з 1734 по 1739 рік. Таким чином до Неаполя потрапили твори мистецтва, які раніше належали герцогам Пармським. Третій син Карла Фердинанд став його наступником в Італійській імперії й після тривалих суперечок домігся від Папи Пія VI у 1786/7 , що предмети мистецтва Фарнезе, які залишилися в Римі, також можна було перевезти до Палаццо Реале в Неаполі. Пейзажист Якоб Філіп Гакерт і маркіз Доменіко Венуті були відповідальними за обслуговування цього транспорту, останній з яких інвентаризував колекцію в 1786 році. Перед цим інвентаризація проходила в 1767 і 1775 роках.
У 1826 році колекцію Фарнезе було передано до в Національний археологічний музей Неаполя (Museo Archeologico Nazionale), заснований 1787 року. Тут в наступні десятиліття було зібрано численні колишні приватні колекції мистецтва, що й стало основою його фондів.

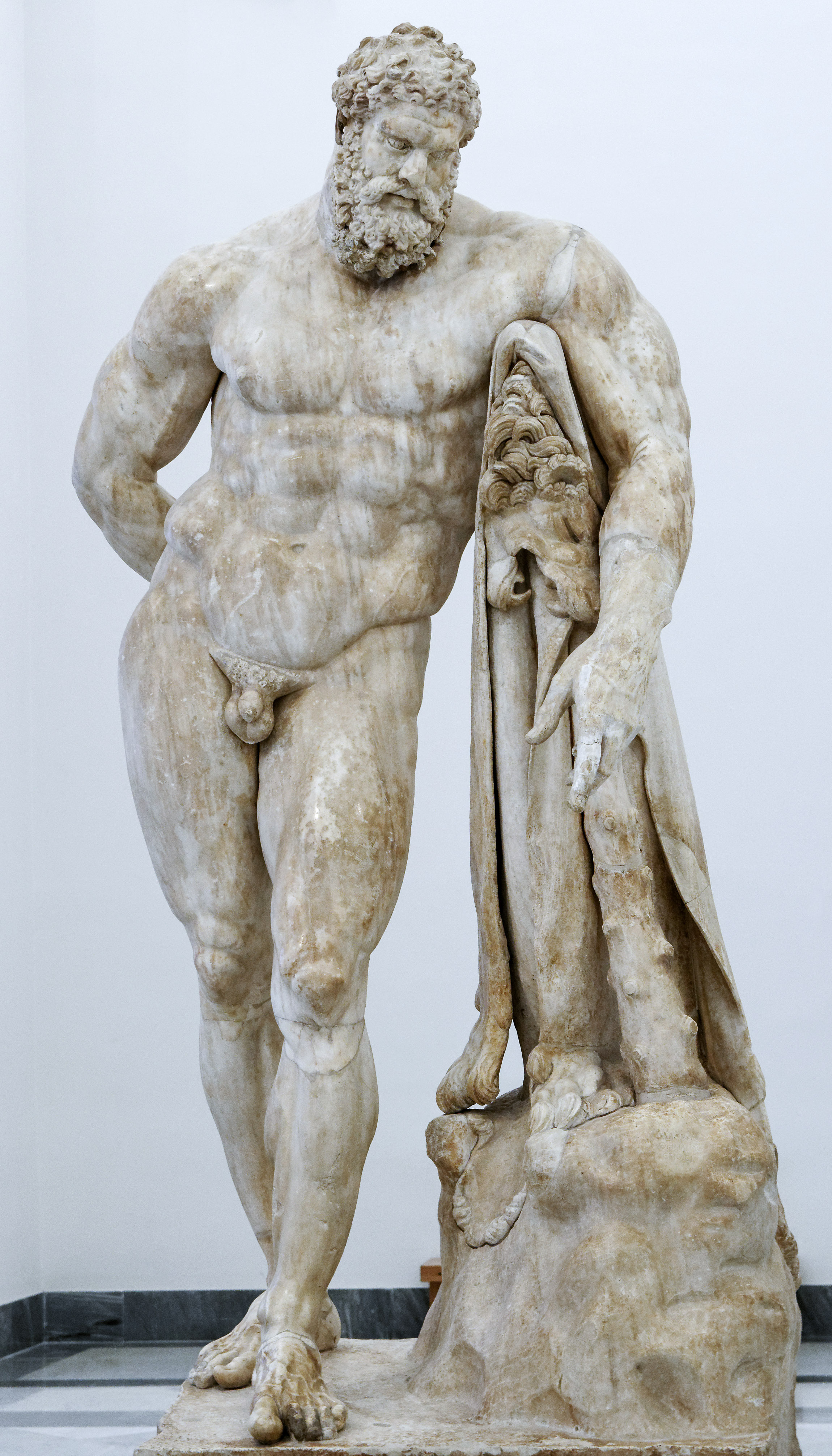
Геркулес Фарнезе

## Відомі твори мистецтва з колекції

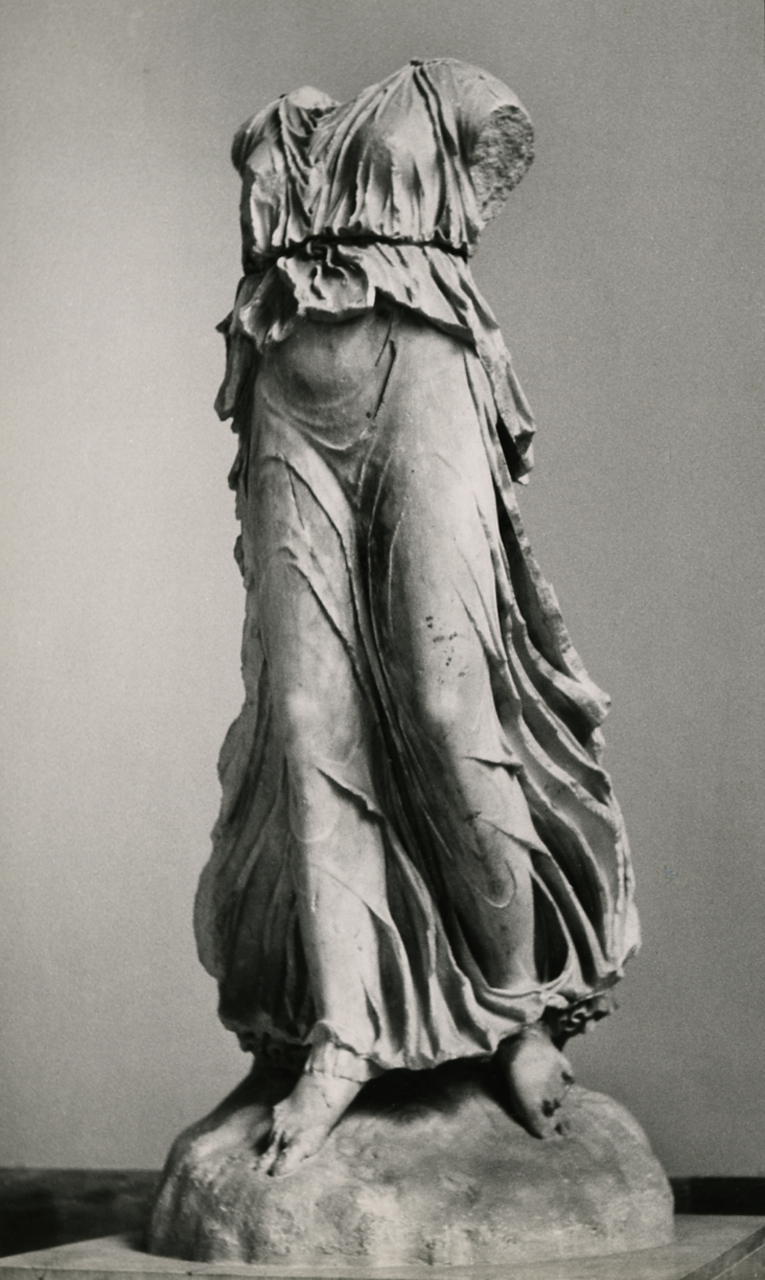
Ніке. Фото Паоло Монті, 1969 рік

Серед найважливіших предметів колекції Фарнезе є римські копії грецьких творів мистецтва, знайдені переважно в термах Каракалли, серед них вирізняються такі:
- Геркулес Фарнезе, розкопаний у 1546 р. (копія з підписом Глікона, моделлю якого, ймовірно, є статуя Лісіппа) — одна з найвідоміших скульптур античності, яка закріпила образ Геракла в європейській уяві.
- Бик Фарнезе, розкопаний у 1545 р., виготовлений за зразком Аполлонія і Таврискоса Траллейських. Цей твір мистецтва згадує Пліній Старший у своїй «Природній історії».
- Атлант Фарнезе, римська копія елліністичного оригіналу.
- Тацца Фарнезе, чаша у вигляді камеї, елліністичне різьблення на камені.
- Тираноборці, скульптурна група, римська копія елліністичного оригіналу.
- Гера Фарнезе, скульптура богині Гери, римська копія елліністичного оригіналу.
- Антиной Фарнезе, римська копія елліністичного оригіналу.

Також в герцогському палаці Колорно були дві колосальні базальтові статуї, що зображають Геракла і Діоніса, знайдені абатом Франческо Бьянкіні біля імператорських палаців на Палатині.

Інші елементи колекції включають твори мистецтва епохи Відродження таких художників, як Тіціан, Рафаель, Мікеланджело та Ель Греко, а також Гульельмо делла Порта, придворного художника Фарнезе, який зокрема доповнив Геркулеса Фарнезе, Андреа Мантенья та Себастьяно дель Пьомбо. Художник мініатюр Джуліо Кловіо заповів 401 малюнок Алессандро Фарнезе Молодшому перед своєю смертю в 1577 році, що більш ніж удвічі збільшило кількість аркушів у колекції — у 1588 році 257 аркушів належали не Кловіо, а принаймні 17 різними художниками. Пізніше численні малюнки Кловіо були помилково приписані більш відомим художникам, таким як Мікеланджело.